# Свята індуїзму
Список фестивалів, свят і сприятливих днів індуїзму.
| Свято                         | Дата                                                                             | Опис |
| ----------------------------- | -------------------------------------------------------------------------------- | --- |
| Лорі (свято)                  | 13 січня                                                                         | день перед Макар-санкранті — Богі Пандігай або Лорі (в Пенджабі). |
| Понгал                        | 14 січня                                                                         | 1 день місяця тая (тамільський календар), Понгал («перекипає» або «переливається через край») — святкують для подяки за зібраний урожай 4 дні. 2-й день фестивалю — Тай Понгал випадає на Макара-санкранті, це початок сонячного нового року за тамілським календарем. Святкують тільки в штаті Таміл-Наду. Макар-санкранті (також має інші назви) — на санскриті Макара — Козоріг (знак зодіаку), санкранті- вхід Сонця (в сидеричному зодіаку). Визначають за сонячним календарем, а не за місячним, як більшість свят. Під час фестивалю прийнято приймати омивання в Гангу або інших ріках, і пропонувати воду богу Сонця.                                 |
| Ратха саптамі                 | 7 день місяця магха                                                              | Шукла Пакша саптамі Магха місяця відомий як Ратха саптамі, Магха саптамі або Ачала саптамі . Вважається, що Господь Сур'я Дев почав просвіщати весь світ на Ратха саптамі, який вважається днем народження Бога Сур'ї . Тому в цей день також відомий як Сур'я Джаянті . |
| Васант-Панчамі                | 5 день місяця магха (індуїстський календар)                                      | Васанта-панчамі (бенгальці називають Сарасваті-пуджа) — в честь богині мудрості та мистецтва Сарасваті. |
| Маха-Шиваратрі                | 13 день темної половини місяця магха, тобто 29 день                              | Маха-Шиваратрі — велика ніч Шиви. Під час цього свята шанувальники Шиви постяться і пропонують листя білви Шиві. |
| Холі                          | повня місяця пхалгуна                                                            | 1-й день Холіка Дахан, Холіка Діпак,Чхоті Холі,Джаланевалі Холі. 2-й день (повня) — Рангавалі або Дхуланді. популярне весняне свято. В гаудія-вайшнавів в цей день — Гаура-пурніма — поява Чайтанйі |
| Наваратрі                     | Маха-наваратрі або Шардія-наваратрі — 1-10 день місяця ашвіна (вересень-жовтень) | Шарада-Наваратрі — свято поклоніння і танцю. В перекладі із санскрита означає «девять ночей». Під час нього індуси поклоняються різним іпостасям Шакті. Всього в році 5 таких свят — також Васант-наваратрі або Раама-навратрі (місяць чайтра — березень-квітень)), Гупта-навратрі (місяць ашадха — червень-липень), Пауш-навратрі (місяць пауш — грудень-січень), Магха-навратрі (місяць магха — січень-лютий) |
| Дурґа-Пуджа                   | 6-9 день Маха-наваратрі                                                          | Дурґа-Пуджа — щорічний фестиваль бенгальського походження, присвячений богині Дурзі. Останній день — Дуссехра або Віджая-дашамі. |
| Рама-навамі                   | 9 день місяця чайтра                                                             | Рама-навамі — день появи Рами. |
| Місячний новий рік Гуді-падва | 1 день місяця чайтра                                                             | Гуді-падва — Новий рік для індусів-маратхи. 1 день місяця чайтра після ніраянам — весняного рівнодення . За «Брахма-пураною», в цей день Брахма створив світ. |
| Угаді                         |                                                                                  | Югаді або Угаді (на мові каннада означає «початок епохи») — свято нового року у жителів Декана. Святкують тоді ж коли Гуді-падва. |
| Пана санкранті                | 14 квітня                                                                        | — сонячний Новий рік 14 квітня за григоріанським календарем. Серед астрологів називають Меша-санкранті, тобто вхід Сонця в Овен (знак зодіаку) за сидеричним зодіаком. В різних народів Індії може називатись — Вішува Санкранті, Вішу, Вайсакхі -сикхський Новий рік, Пойела Бойшах (Бенгальський Новий рік), Путанду (Тамільский Новий рік), Алут Авурудда Сінгальський Новий рік, фестиваль обливання народу Дай Фестиваль обливання. Також святкують у Таїланді, Лаосі, Камбоджі, М'янмі, шт. Аруначал Прадеш, Ассам |
| Керала Новий рік              | 17 серпня                                                                        | — 17 серпня за григоріанським календарем. Визначають за сонячним календарем як Сімха-санкранті, тобто вхід Сонця в Лев (знак зодіаку) за сидеричним зодіаком. Календар малаялам Святкують малаялі (дравідський народ) на Малабарському узбережжі. |
| Шигмо                         | лютий — березень                                                                 | Шигмо — святкують в Гоа, є одним з головних фестивалів для індусів конкани. Малий шигмо (Dhakto Shigmo) 5 днів до повні місяця Пхалгуна, Великий шигмо (Vhadlo Shigmo) 5 днів від повні. |
| Хануман-джаянті               | Повня місяця чайтра                                                              | Хануман-джаянті — день народження Ханумана, слуги Рами. |
| Ват-пурніма                   | Повня місяця джйештха                                                            | Ват-пурніма — святкують в Махараштрі. Жінки моляться про добробут своїх чоловіків, обв'язуючи мотузками баньянові дерева. |
| Боналу                        | 6-28 дні місяця ашадха                                                           | Боналу — фестиваль послідовників шактизму, відмічають в Телангані на честь Махакалі в липні-серпні. |
| Ратха-ятра                    | 2 день місяця ашадха                                                             | Ратха-ятра — найбільший вайшнавський фестиваль, на честь однієї з форм Крішни — Джаганнатх. |
| Гуру-пурніма                  | Повня місяця ашадха                                                              | Гуру-пурніма — день, в який проводять пуджу своєму гуру. Вважається днем народження Вьяси — складача Вед, Пуран і «Махабхарата». |
| Онам                          | 13 день місяця бхадрапада                                                        | Онам — свято урожаю в штаті Керала. Як і більшість інших свят Онам відмічається представниками всіх варн і вірувань. |
| Ракша-бандхан                 | Повня місяця шравана                                                             | Ракша-бандхан — святкують в північних штатах. Ракші є особливим святом для скріплення уз між братом і сестрою. |
| Джанмаштамі                   | 8 день темної половини місяця шравана, тобто 24 день                             | Крішна-джанмаштамі — одне з головних свят, день появи Крішни. |
| Гоурі-хабба                   | Повня місяця чайтра                                                              | Гоурі-хабба — свято в штатах Карнатака, Андхра-Прадеш и Таміл-Наду. Гоурі поклоняються через її здатність давати мужність своїм відданим. Молодят запрошують в хату батьків жениха і підносять їм різні страви індійської кухні. |
| Ганеша-чатуртхі               | 4 день місяця бхадрапада                                                         | Ганеша-чатуртхі — день народження Ганеші, в цей день починається фестиваль Ганешотсав, який продовжується 10 днів, останній день фестивалю — Анант-чатурдаші 14 день місяця. |
| Радха Аштамі                  | 8 день місяця бхадрапада                                                         | Радхаштамі — День народження богині Радхи, подружжя Господа Крішни. Він припадає на 8 день (Аштамі Тітхі Шукла Пакша) бхадрапада місяця. Богиня Радха поклоняються під час Madhyana Kaal — полудень за індус. поділу дня. В даний час Радха Аштамі у місяці серпні або вересні. Також відомий як Радхаштамі і Радга Джаянті. |
| Махалакшмі-врата              | 8 день місяця бхадрапада                                                         | Махалакшмі-врата — фестиваль 14 днів, який починається через 4 дні після Ганеша Chaturthi і через 16 днів після Крішна аштамі (Ashwin місяць -Purnimanta календаря в Північній Індії). Піст 15-17 днів робиться, щоб заспокоїти і шукати благословення Махалакшмі, богині багатства і процвітання. Бхадрапада Шукла Аштамі спостерігається також як річчю богині Радхи, який в народі називають Радха аштамі. Наступного дня, коли починається Махалакшмі Vrat, є значним, як в цей день збігається з Дурва Аштамі Врат коли поклоняються траві Дурва. В той же день також спостерігається як Jyeshta Деві Пуджа, яка виконується протягом трьох днів поспіль. |
| Лаліта Панчамі                | 5 день місяця ашвіна                                                             | Лаліта Панчамі є голодування день для Богині Лаліта і також відомий як Упанг Лаліта Врат. 5 день Шарада Наваратрі. Піст в Лаліта Панчамі більш відомий в Гуджараті і деяких частинах штату Махараштра. |
| Віджая-дашамі                 | 10 день місяця ашвіна                                                            | Віджая-дашамі — свято перемоги добра над злом. |
| Дівалі                        | Молодик місяця ашвіна, тобто 15 день Крішна-пакша, останній , амавасйа.          | Дівалі від санскрит. «діпавалі», — «ряд вогнів». В пам'ять забиття Крішною демона Наракасури, і за іншою історією — повернення Рами і Сіти в царство Айодхьї після 14 років вигнання. В цей день також — Калі-Пуджа (фестиваль), присвячене богині Калі переважно в Бенгалі. Фестиваль Діпавалі може тривати 6 днів від 12 тітхі темної пол. ашвіна до 2 тітхі картіка, аманта. |
| Бхаубідж                      | 2 день місяця картіка                                                            | Бхаубідж, також Бхайдудж — церемонія, на 2 день після Дівалі. Є святом єднання між братами і сестрами, схожим на Ракша-бандхан. |
| Картіка-пурніма               | Повня місяця картіка (листопад-грудень)                                          | Єдине в своєму роді свято Дев-діпавалі проводиться в цей же день у Варанасі. Картіка-пурніма також одночасно з святом Фестиваль світла джайнів і Гуру Нанак джаянті. |
| Чхатх                         | 6 день місяця картік                                                             | Чхатх — походить з Біхара, але святкують всюди протягом 4 днів. Присвячене богу Сонця Сурї, якого просять дарувати життєві блага і виконати бажання. |
| Ятра                          | жовтень — березень                                                               | Ятра — паломництва, які святкують в храмах. Мурті виносять з храму в спеціальному паланкіні або колісниці ратха. Проводять у визначений день року в кожному храмі. |
| Акшая Трітія                  | 3 день місяця вайшакха                                                           | Акшая Трітія — найсприятливіший днів ведичного календаря для всіх починань. Акшайа-Трітійа — один із найбільш духовних днів ведичного року. Багато тисяч років тому — саме в день Акшая-тритію — мудреці-ріші провели найпершу Яг'ю. |
| Екадаші                       | 11 і 26 день кожного місяця                                                      | Екадаші — рекомендоване голодування, або спеціальна дієта, а також духовні практики. |
| Прадош врат                   | 13 день кожного місяця світлої і темної половини                                 | Прадош врат — або Прадошам в Півд. Індії. День для поклоніння Шиві. |